# Hygrotus versicolor
Hygrotus versicolor är en skalbaggsart som först beskrevs av Johann Gottlieb Schaller 1783.  Hygrotus versicolor ingår i släktet Hygrotus och familjen dykare. Arten är reproducerande i Sverige. Inga underarter finns listade i Catalogue of Life.

## Bildgalleri

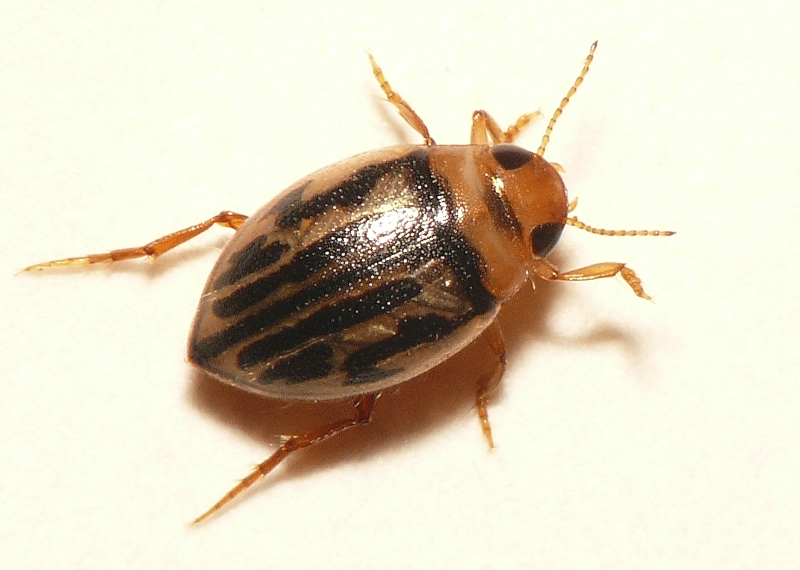
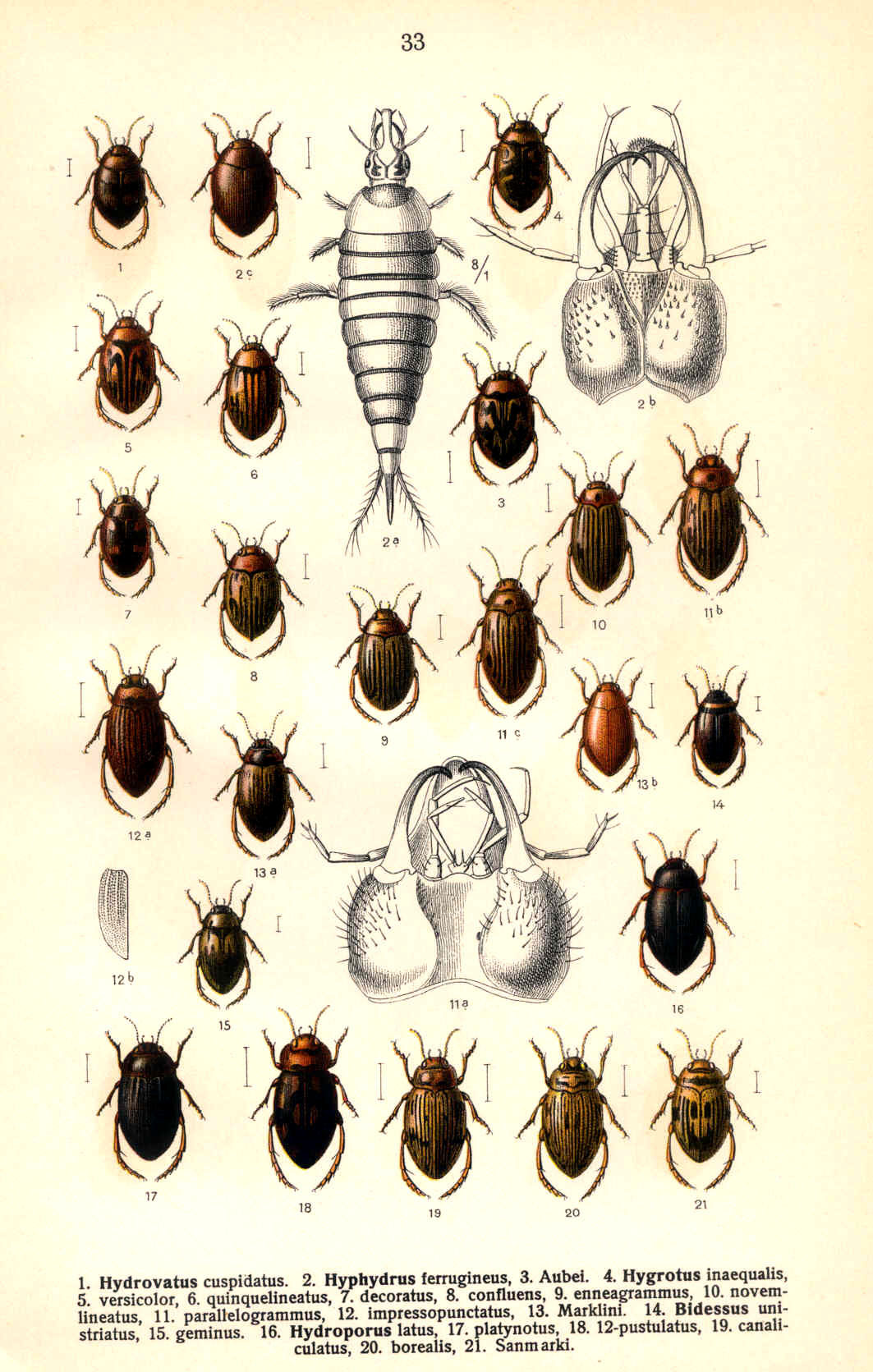